# Campeonato Sergipano 2007
In 2007 werd het 84ste Campeonato Sergipano gespeeld voor voetbalclubs uit de Braziliaanse staat Sergipe. De competitie werd georganiseerd door de FSF en werd gespeeld van 14 januari tot 29 april. Confiança werd kampioen.

## Eerste toernooi
| Plaats | Club             | Wed. | W  | G | V  | Saldo | Ptn. |
| ------ | ---------------- | ---- | -- | - | -- | ----- | ---- |
| 1.     | Confiança        | 18   | 10 | 5 | 3  | 25:22 | 35   |
| 2.     | América          | 18   | 9  | 5 | 4  | 22:15 | 32   |
| 3.     | Itabaiana        | 18   | 9  | 3 | 6  | 29:20 | 30   |
| 4.     | Sergipe          | 18   | 8  | 6 | 4  | 27:17 | 30   |
| 5.     | Olímpico Pirambu | 18   | 7  | 5 | 6  | 36:29 | 26   |
| 6.     | Olímpico         | 18   | 7  | 5 | 6  | 26:32 | 26   |
| 7.     | Guarany          | 18   | 6  | 2 | 10 | 20:26 | 20   |
| 8.     | São Cristóvão    | 18   | 4  | 6 | 8  | 17:19 | 18   |
| 9.     | Lagartense       | 18   | 4  | 6 | 8  | 17:23 | 18   |
| 10.    | Amadense         | 18   | 2  | 5 | 11 | 9:25  | 11   |

|  | Geplaatst voor tweede toernooi, krijgt daar twee bonuspunten |
|  | Geplaatst voor tweede toernooi, krijgt daar één bonuspunt    |
|  | Geplaatst voor tweede toernooi                               |
|  | Degradatie                                                   |

## Tweede toernooi
| Plaats | Club      | Wed. | W | G | V | Saldo | Ptn. |
| ------ | --------- | ---- | - | - | - | ----- | ---- |
| 1.     | América   | 6    | 3 | 2 | 1 | 10:7  | 12   |
| 2.     | Confiança | 6    | 3 | 0 | 3 | 7:10  | 11   |
| 3.     | Sergipe   | 6    | 3 | 0 | 3 | 10:8  | 9    |
| 4.     | Itabaiana | 6    | 1 | 2 | 3 | 5:7   | 5    |

|  | Kampioen |

### Kampioen
| Campeonato Sergipano de 2007 |
| Sergipe                      |
| ---------------------------- |
| AMÉRICA Kampioen (2° titel)  |